# Miconia globuliflora
Miconia globuliflora är en tvåhjärtbladig växtart som först beskrevs av Louis Claude Marie Richard, och fick sitt nu gällande namn av Célestin Alfred Cogniaux. Miconia globuliflora ingår i släktet Miconia och familjen Melastomataceae.

## Underarter
Arten delas in i följande underarter:
- M. g. vulcanica
- M. g. dominicae